# Sekhemrê-Sousertaouy Sobekhotep
Sekhemrê-Sousertaouy Sobekhotep VIII est un roi de la Deuxième Période intermédiaire.

## Attestations
La seule attestation contemporaine de Sekhemrê-Sousertaouy Sobekhotep est une stèle trouvée à l'intérieur du troisième pylône du temple d'Amon-Rê à Karnak. Cette stèle a été utilisée comme matériau de construction pour remplir le pylône pendant les vastes travaux d'Amenhotep III sur le site. La stèle est datée d'un jour épagomène de la quatrième année de règne de Sekhemrê-Sousertaouy Sobekhotep, et décrit son attitude dans un temple, probablement celui de Karnak, pendant une crue massive du Nil :

« (Vie au) fils de Rê Sobekhotep, bien-aimé de la grande inondation, donné vie pour toujours. Année 4, quatrième mois de Chémou, les jours épagonaux, sous les auspices de la personne de ce dieu, vivant pour toujours. Sa personne se rendit dans la salle de ce temple afin de voir la grande inondation. Sa personne s'est rendue dans la salle de ce temple qui était remplie d'eau. Puis sa personne y a pataugé [...] »

— Traduction de John Baines dans : The Inundation Stela of Sobekhotep VIII
. Selon l'égyptologue John Baines, qui a étudié la stèle en détail, en venant au temple lors de l'inondation, le roi a reconstitué l'histoire égyptienne de la création du monde en imitant les actions du dieu créateur Amon-Rê, auquel l'iconographie de la stèle associe étroitement le roi, ordonnant aux eaux de se retirer autour du mont primordial.
Il est également peut-être cité sur la liste de Karnak, à la position 43, ou le nom Sousertaouy est inscrit.

## Position chronologique
La 2e ligne de la 11e colonne du Canon royal de Turin se lit Sekhem[...]rê et fait référence, selon les égyptologues Kim Ryholt et Darrell Baker, à Sekhemrê-Sousertaouy, qui est le nom de Nesout-bity du roi. Si cette identification est correcte, alors Sekhemrê-Sousertaouy Sobekhotep a régné pendant seize ans en tant que troisième roi de la XVIe dynastie. Cela ferait de lui le successeur direct de Sekhemrê-Sementaouy Djehouty et le prédécesseur de Sekhemrê-Sânhktaouy Neferhotep III, bien que sa relation avec ces deux rois reste inconnue,. Dans sa reconstitution de la chronologie de la Deuxième Période intermédiaire, Ryholt propose que Sekhemrê-Sousertaouy Sobekhotep ait régné de 1645 jusqu'en 1629 avant notre ère, peu après que la XVe dynastie des Hyksôs ont pris le contrôle du delta du Nil et de la ville de Memphis, précipitant ainsi l'effondrement de la XIIIe dynastie.
Siesse place aussi Sekhemrê-Sousertaouy Sobekhotep à cette position, entre les rois Sekhemrê-Sementaouy Djehouty et Sekhemrê-Sânhktaouy Neferhotep III. Il s'appuie sur la ressemblance des noms de Nesout-bity de ces rois, sur le modèle Sekhemrê-Se-X-taouy.
Dans des études plus anciennes réalisées par les égyptologues Jürgen von Beckerath et Labib Habachi, Sekhemrê-Sousertaouy Sobekhotep était considéré comme un roi de la XIIIe dynastie,.